# Christophe-André Frassa
Christophe Frassa, né le 4 février 1968 à Monaco, est un homme politique français, qui est sénateur représentant les Français établis hors de France depuis 2008.

## Biographie

### Scolarité
Il suit une scolarité au lycée Albert Ier de Monaco, puis fait des études supérieures à l’université de Nice Sophia-Antipolis, à l'université Tufts de Boston, à l’université Paris Sorbonne-Paris IV et à l’institut d'études politiques de Paris (Sciences-Po).

### Carrière professionnelle
Il est consultant juridique. De 1992 à 1997, il est collaborateur parlementaire (à l'Assemblée nationale et au Sénat) puis chef de cabinet d'une commune de 10 000 habitants. De 1997 à 2000, il est auditeur auprès de différents cabinets de conseil en organisation et ressources humaines. De 2000 à 2001, il est directeur de cabinet d'une commune de 20 000 habitants et d’octobre 2001 à mars 2008, il est collaborateur parlementaire au Sénat.

### Carrière politique
En 1990, il adhère au Rassemblement pour la République (RPR), en 2002, à l’Union pour un mouvement populaire (UMP) et en 2015, au parti Les Républicains, dont il est membre du conseil national (chargé des Français de l'étranger).
Président d'honneur de l'Union des Français de Monaco (il annonce que conformément à la tradition sénatoriale, il abandonnera la présidence au 1er octobre 2008). Membre de l'Union des Français de l'étranger (UFE) depuis 1994, il en est le secrétaire général mondial de 2004 à 2009.
Conseiller à l'Assemblée des Français de l'étranger du 12 juin 1994 au 1er octobre 2008 pour la circonscription de Monaco, Christophe Frassa se bat durant ses trois mandats pour rétablir l'équité fiscale entre les Français de Monaco et ceux de métropole. Il lutte pour la suppression de l'impôt sur le revenu et de l'impôt sur la fortune, payés au fisc français par les résidents français à Monaco.
Pour les élections sénatoriales, il présente une candidature dissidente divers droite face au candidat investi par l'UMP et porte-parole de ce parti, Dominique Paillé, qui a le soutien de Nicolas Sarkozy. Élu le 21 septembre 2008 sénateur représentant les Français établis hors de France, il est Secrétaire de la commission des lois constitutionnelles, de législation, du suffrage universel, du règlement et d'administration générale.
Franc maçon, il a été initié en 2002 au sein de la loge parisienne Téthys, appartenant au Grand Orient de France et le 25 octobre 2017 il est élu président de la Fraternelle parlementaire, qui réunit 410 membres de toutes obédiences dont 150 députés et sénateurs, dont il est membre du bureau depuis le 13 novembre 2012, d'après le journal Le Figaro.
En mars 2013, il vote, avec le sénateur UMP représentant les Français hors de France Christian Cointat, en faveur de l'ouverture du mariage aux personnes de même sexe lors de la réunion de la commission des lois. Peu de temps après, Christophe-André Frassa ne vote pas en faveur du projet de loi. Soupçonné d'avoir changé d'avis après s'être vu menacé de mort, il s'en défend et explique qu'il craint les dérives de la PMA et de la GPA - qui ne figurent pas dans le projet de loi,,.
Il soutient Nicolas Sarkozy pour la primaire présidentielle des Républicains de 2016 ; dans le cadre de sa campagne, il est nommé orateur national chargé des Français de l'étranger. Il parraine Laurent Wauquiez pour le congrès des Républicains de 2017, scrutin lors duquel est élu le président du parti.